# 本·克莱德
本尼·J·克莱德（英語：Bennie J. Clyde，1951年6月10日—），美国NBA联盟前职业篮球运动员。他在1974年的NBA选秀中第5轮第17顺位被波士顿凯尔特人选中。